# 玉木春政
玉木 春政（たまき はるまさ、天和元年（1681年）  - 宝永2年1月17日（1705年2月10日））は、江戸時代中期の長府藩士、後に長州藩士。本姓は宇多源氏佐々木氏。幼名は久太郎。通称は金右衛門、諱は春政。父は江戸定府の長府藩士乃木傳庵、母は毛利綱広継室の昌寿院（梨木氏）とその娘で毛利匡広の正室である放光院（幸姫）に仕えた玉木。
- 佐々木冬純－乃木傳庵（端昌）－玉木春政（金右衛門）－貞政－春行－春巷－秀徳－正路＝玉木文之進（正韞）＝正誼[1]

金山豊春娘┘

## 生涯
元禄15年（1702年）に母の勲功により分立し、母の年寄としての名である玉木を家名とし、玉木家の祖となる。同家は幕末の玉木文之進の養子先である。なお、乃木傳庵の跡は従兄弟の隋友が継ぐが、その長男の乃木希和もまた後に長州藩士となる。
毛利元重（監物）の小姓を勤めて、後に知行高50石の長州藩士となるが、行年25歳で江戸で病没した。法号は薫光院良香日得居士。未婚で嗣子がなかったので、小川通政（助左衛門）の五男・久米之丞が玉木家の家督を継いだ。